# Агиртрія блакитноголова
Аги́ртрія блакитноголова (Saucerottia cyanocephala) — вид серпокрильцеподібних птахів родини колібрієвих (Trochilidae). Мешкає в Мексиці і Центральній Америці. Раніше цей вид відносили до роду Амазилія (Amazilia) або Агиртрія (Agyrtria), однак за результатами низки молекулярно-філогенетичних досліджень вид був переведений до роду Амазилія-берил (Saucerottia).

## Опис

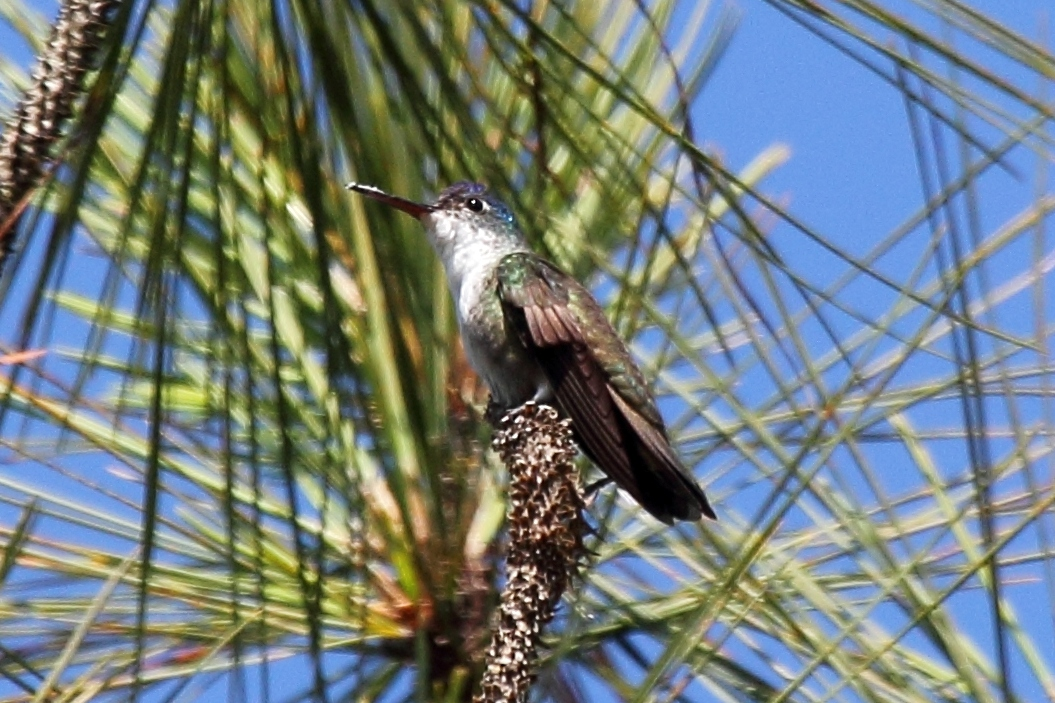
Блакитноголова агиртрія

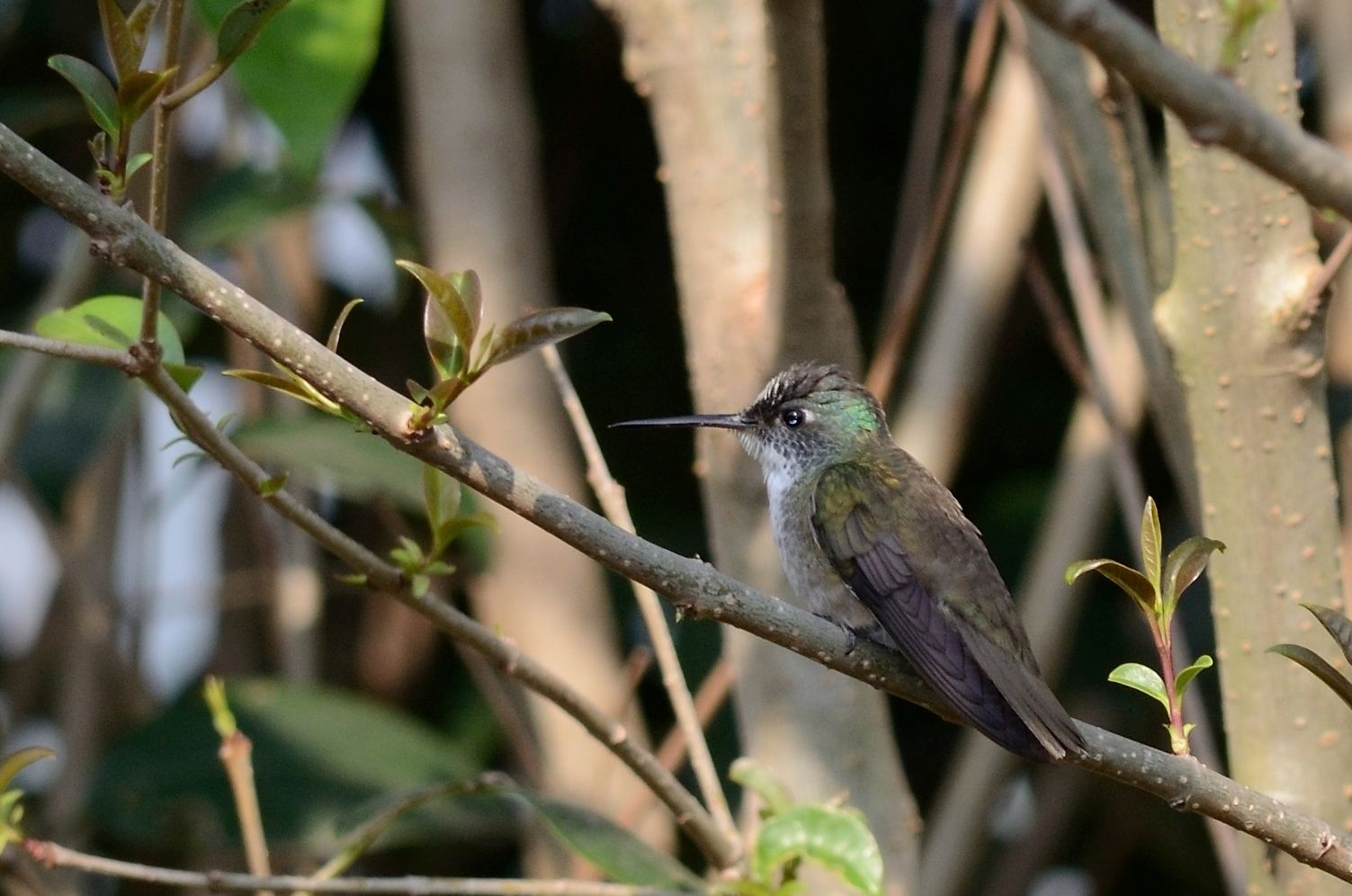
Блакитноголова агиртрія

Довжина птаха становить 10-11 см, самці важать 5,8 г, самиці 5,2 г. Лоб і тім'я блискучі, яскрав-бірюзові або фіолетово-сині. Скроні смарагдово-зелені або синьо-зелені, за очима невеликі білі плями. Спина, надхвістя і боки золотисті або бронзово-зелені. Нижня частина тіла біла. Нижні покривні пера хвоста бронзово-зелені з білими краями. Хвіст сірувато-зелений. Дзьоб прямий, середнього розміру, зверху чорнуватий, знизу рожевуватий або червонуватий, на кінці чорний. У молодих птахів пір'я на верхній частині тіла поцятковані рудувато-коричневими плямами, нижня частина тіла менш біла, живіт більш сірувато-коричневий.

## Підвиди
Виділяють два підвиди:
- S. c. cyanocephala (Lesson, R, 1830) — від південно-східної Мексики до східного Гондурасу і півночі центрального Нікарагуа;
- S. c. chlorostephana (Howell, TR, 1965) — північний схід Гондурасу і північний схід Нікарагуа.

## Поширення і екологія
Блакитноголові агиртрії мешкають в Мексиці, Гватемалі, Белізі, Сальвадорі, Гондурасі і Нікарагуа. Представники підвиду S. c. cyanocephala живуть в соснових і дубових гірських лісах, у вологих гірських і хмарних тропічних лісах та в садах, на висоті від 500 до 1800 м над рівнем моря, іноді на висоті до 2400 м над рівнем моря, представники підвиду S. c. chlorostephana зустрічаються на висоті до 100 м над рівнем моря, в соснових саванах з Pinus caribaea, в галерейних лісах, на узліссях вологих тропічних лісів, в чагарникових заростях і садах. Ведуть кочовий спосіб життя, гірські популяції взимку мігрують в долини, переважно на тихоокеанське узбережжя Оахаки і Чіапаса та на атлантичне узбережжя Гватемали і Гондурасу.

## Поведінка
Блакитноголові агиртрії живляться переважно нектаром епіфітів, а також нектаром Hamelia patens і Palicourea padifolia з родини маренових та інших квітів. Вони зивисають в повітрі над квітками, шукають нектар переважно на висоті 4-6 м над землею, а також доповнюють раціон комахами, яких ловлять в польоті. Іноді утворюють зграї біля квітучих дерев Inga.
Початок сезону розмноження різниться в залежносі від регіону. В Мексиці він триває з лютого по серпень, в Белізі з січня по липень, в Гватемалі з липня по вересень. Гніздо чашоподібне, висотою 30-51 мм і радіусом 38-51×45-52 мм. Воно робиться з рослинних волокон, папороті і лишайників, розміщується на дереві, на висоті від 1,5 до 3 м над землею, іноді до 15 м над землею. В кладці 2 білих яйця. Інкубаційний період триває 15 днів.